# جنیفر مارتینز
جنیفر مارتینز (انگلیسی: Jennifer Martínez؛ زادهٔ ۵ نوامبر ۱۹۷۱) وکیل و استاد دانشگاه اهل ایالات متحده آمریکا است، که هم‌اکنون به‌عنوان رئیس دانشکده حقوق استنفورد فعالیت می‌کند.